# Le Moniteur du Puy-de-Dôme
Pour les articles homonymes, voir Le Moniteur.
Le Moniteur du Puy-de-Dôme est un journal quotidien régional publié de 1856 à 1944. Lancé comme un journal bonapartiste, soutien du Second empire, il devient ensuite républicain en 1871, puis radical. Racheté par Pierre Laval en 1927 qui va faire évoluer sa ligne politique vers le centre-droit puis le soutien au régime de Vichy. Il est suspendu à la libération de Clermont-Ferrand le 27 août 1944 et ne reparaitra plus. Avec L'Avenir du Puy-de-Dôme et La Montagne, il était un des trois grands quotidiens de Clermont-Ferrand et du département durant l'entre-deux-guerres.  

## Histoire
Le journal est fondé en 1856 par MM. Hubler et Tourette, c'est un quotidien (excepté le dimanche), imprimé à l'imprimerie clermontoise de Gabriel Mont-Louis. Dans son premier numéro du 3 mai 1856,  Emmanuel Pavoisne de Launay précise la ligne politique du quotidien : « Dévoué à la politique de conciliation que s'est imposée le gouvernement de l'Empereur après avoir sauvé le pays de l'anarchie et comprimé la guerre civile, nous ne cesserons dans la mesure de nos forces de l'y seconder... ».
Le 9 janvier 1869, Gabriel Mont-Louis devient l'unique propriétaire du journal, devenu alors le plus important journal du Puy-de-Dôme . Le Moniteur reste bonapartiste et favorable à Napoléon III jusqu'à la chute de l'Empire en 1870, régime dont il a bénéficié alors localement (ainsi les rémunératrices annonces judiciaires, transmises par le préfet, étaient publiées dans Le Moniteur) .
Le journal devient républicain avec l'avènement de la IIIe République et ce, sans changement ni d'actionnaire — le propriétaire reste Gabriel Mont-Louis — ni de l'équipe dirigeante — M. Delhorme reste gérant et M. Reynard rédacteur en chef —. Ainsi le 21 février 1871 le journal écrit-il: « La République est la formule la plus exacte d'une nation se gouvernant par elle-même, portant l'idéal de tout état social. Elle est par excellence le gouvernement de l'Ordre, de la Liberté et du Progrès » indiquant aussi qu'« un nouvel essai monarchique durerait à peine quelques années et finirait comme tous les autres par de nouvelles ruines accumulées ». Le journal apparait désormais comme proche des idées d'Adolphe Thiers, le « chef du pouvoir exécutif » de la toute nouvelle république. 
À partir de 1872, une édition parait le dimanche sous le titre du Moniteur du Puy-de-Dôme du dimanche puis entre 1895 à 1936 celui du Moniteur du dimanche et le Petit Auvergnat après absorption en 1895 par la société propriétaire du Moniteur du Petit Auvergnat. Dès 1938, les deux journaux reprennent le même texte.
Au tournant du siècle, comme plusieurs autres journaux régionaux, Le Moniteur propose différents suppléments hebdomadaires qui sont la reproduction d'hebdomadaires illustrés parisiens.   
Gabriel Mont-Louis meurt en 1910 et son gendre Joseph Dard lui succède.
La zone de diffusion du journal s'étend : Après la Première Guerre mondiale, outre les éditions de Clermont-Ferrand et du Puy-de-Dôme, il en existe une pour l'Allier (couvrant le sud du département) et une autre couvrant la Corrèze et la Loire. A cette époque, Le Moniteur est alors proche des idées du Parti radical.
En 1926, l'industriel et homme politique François Albert-Buisson (originaire d'Issoire) entre au conseil d'administration du journal dont il prendra la présidence et devient un proche de Pierre Laval (originaire de Chateldon, un village du nord-est du département), lorsque celui-ci acquiert 90% de la société possédant Le Moniteur, ainsi que l'imprimerie Mont-Louis. Avec Laval, la ligne politique du Moniteur va alors évoluer progressivement vers le centre-droit. Il nomme Georges Hilaire comme rédacteur en chef, qui le restera jusqu'en 1931 où il deviendra chef de cabinet adjoint de Laval devenu Président du conseil.  
Très hostile au Front populaire,  le journal est dépassé comme premier quotidien du département à la fin des années 1930 par L'Avenir du Puy-de-Dôme, un de ses deux concurrents avec La Montagne. Ses ventes s'érodent, le journal devient un soutien à la carrière politique de Laval et à partir de l'été 1940, soutient le régime de Vichy dont Laval est devenu le vice-président du Conseil des ministres (« chef de gouvernement »). Bien qu'il ait voté les pleins pouvoirs au Maréchal Pétain en juillet 1940, François Albert-Buisson démissionne brutalement de la présidence du conseil d'administration en juillet 1940 (cette démission marquant sa rupture avec Laval).
À son retour au gouvernement en avril 1942, Pierre Laval retire le contrôle de la presse à Paul Marion, responsable du Service d'information du gouvernement, pour le confier à René Bonnefoy, le rédacteur en chef du Moniteur. Il est alors chargé de fournir schémas d'articles, notes d'argumentation et les insertions obligatoires à la presse de la zone libre. 
Le dernier numéro du Moniteur  parait le 26 aout 1944, la veille de la libération de Clermont-Ferrand. Le journal est alors suspendu et il ne reparaitra plus,. Il aura été publié pendant 89 années.

## Titres et formats
Le journal au cours de son existence aura vu son titre et son sous-titre évoluer. Parmi les variantes : 
- Le Moniteur du Puy-de-Dôme sous-titré journal des départements du Centre ;
- Le Moniteur, sous-titré quotidien républicain du Centre ;
- Le Moniteur du Puy-de-Dôme et du Centre[9].

Le format du journal  évoluera également : 58 puis 60 puis 43 cm.  

## Suppléments
Le Moniteur aura plusieurs suppléments au cours de son histoire : 
- Supplément comique et amusant, hebdomadaire, lancé le 1er avril 1900, sans doute jusqu'à 1906. En fait une reprise de L'Illustré national, il était d'ailleurs imprimé à Corbeil, en région parisienne[10]
- Le Moniteur du Puy-de-Dôme illustré, hebdomadaire, parait de 1885 à 1888 sous un format 38 cm.
- Supplément illustré du dimanche, hebdomadaire, parait de 1898 à 1901, il reproduit La Semaine illustrée : lectures du dimanche alors publié à Paris avec lequel il est d'ailleurs imprimé avant que l'impression soit rapatrié à Clermont-Ferrand ; format 45 cm[11].
- Le Grand illustré (sur Clermont-Ferrand), hebdomadaire, parait de 1904 à sans doute 1907, reproduit sous un format 54 cm Le Grand illustré : journal hebdomadaire d'actualités puis Le Grand illustré universel et enfin Le Grand illustré : journal universel, toutes les trois des publications parisiennes[12]
- Le Cultivateur français, édition pour le Puy-de-Dôme du Cultivateur français (sous titré Organe national de défense agricole. Hebdomadaire illustré), journal dont le siège était à Paris et qui lors de son existence entre 1906 et 1911, était diffusé en supplément dans plusieurs journaux régionaux français dont La Dépêche de Toulouse, La Petite Gironde, Lyon républicain ou  Le Petit méridional ; ce journal sera absorbé par Le Petit chasseur[13].
- Supplément hebdomadaire illustré, hebdomadaire, reproduit de 1922 à 1923, dans un format de 38 cm L'Illustré national avec film et  ciné-romans, caricatures, nouvelles, actualités, etc. Il est imprimé à Corbeil. On retrouve cet hebdomadaire également dans d'autres journaux régionaux[14].
- Foyers de France
- Le Moniteur du Puy-de-Dôme du dimanche, supplément du dimanche, il parait à partir de 1872 jusqu'à la fin du journal en 1944. De 1895 à 1936 il est appelé Le Moniteur du dimanche et le Petit Auvergnat après absorption en 1895 par la société propriétaire du Moniteur du Petit Auvergnat. De 1938 jusqu'à la fin du Moniteur, ils reprennent le même texte[3].